# 霍默 (密歇根州)
霍默（英語：Homer）是位於美國密歇根州卡爾霍恩縣的一個村。

## 人口
根據2020年美國人口普查的數據，霍默的面積為3.74平方千米，當中陸地面積為3.61平方千米，而水域面積為0.12平方千米。當地共有人口1575人，而人口密度為每平方千米421人。